# Liste des monuments historiques protégés en 2012
Cet article recense les immeubles protégés au titre des monuments historiques en 2012, en France,.

## Protections
| Édifice                                                                           | Commune                     | Département              | Région                     | Protection | Base Mérimée                         | Coordonnées                         | Image             |
| --------------------------------------------------------------------------------- | --------------------------- | ------------------------ | -------------------------- | ---------- | ------------------------------------ | ----------------------------------- | ----------------- |
| Église Sainte-Euphémie                                                            | Sainte-Euphémie             | Ain                      | Auvergne-Rhône-Alpes       | inscrit    | « PA01000034 », notice no PA01000034 | 45° 58′ 22″ nord, 4° 47′ 47″ est    |                   |
| Église Sainte-Madeleine de Varambon                                               | Varambon                    | Ain                      | Auvergne-Rhône-Alpes       | inscrit    | « PA01000035 », notice no PA01000035 | 46° 02′ 28″ nord, 5° 18′ 58″ est    |                   |
| Château de Bernoville                                                             | Aisonville-et-Bernoville    | Aisne                    | Hauts-de-France            | inscrit    | « PA02000004 », notice no PA02000004 | 49° 55′ 51″ nord, 3° 30′ 27″ est    |                   |
| Château de Lécluse                                                                | Neuilly-le-Réal             | Allier                   | Auvergne-Rhône-Alpes       | inscrit    | « PA03000047 », notice no PA03000047 | 46° 28′ 42″ nord, 3° 25′ 27″ est    |                   |
| Château de Clusors                                                                | Saint-Menoux                | Allier                   | Auvergne-Rhône-Alpes       | inscrit    | « PA03000048 », notice no PA03000048 | 46° 35′ 37″ nord, 3° 09′ 22″ est    |                   |
| Château de Castellet-Saint-Cassien                                                | Val-de-Chalvagne            | Alpes-de-Haute-Provence  | Provence-Alpes-Côte d'Azur | inscrit    | « PA04000032 », notice no PA04000032 | 43° 54′ 51″ nord, 6° 48′ 30″ est    |                   |
| Fortifications de la porte Pairolière                                             | Nice                        | Alpes-Maritimes          | Provence-Alpes-Côte d'Azur | classé     | « PA06000038 », notice no PA06000038 | 43° 42′ 02″ nord, 7° 16′ 44″ est    |                   |
| Phare du cap Ferrat                                                               | Saint-Jean-Cap-Ferrat       | Alpes-Maritimes          | Provence-Alpes-Côte d'Azur | classé     | « PA06000043 », notice no PA06000043 | 43° 40′ 31″ nord, 7° 19′ 37″ est    |                   |
| Phare de Vallauris                                                                | Vallauris                   | Alpes-Maritimes          | Provence-Alpes-Côte d'Azur | inscrit    | « PA06000044 », notice no PA06000044 | 43° 34′ 05″ nord, 7° 03′ 42″ est    |                   |
| Papeteries Montgolfier-Canson                                                     | Annonay                     | Ardèche                  | Auvergne-Rhône-Alpes       | inscrit    | « PA07000021 », notice no PA07000021 | 45° 15′ 18″ nord, 4° 40′ 49″ est    |                   |
| Église Saint-Pierre de Lubilhac                                                   | Coux                        | Ardèche                  | Auvergne-Rhône-Alpes       | inscrit    | « PA07000020 », notice no PA07000020 | 44° 44′ 11″ nord, 4° 37′ 53″ est    |                   |
| Usine La Macérienne                                                               | Charleville-Mézières        | Ardennes                 | Grand Est                  | inscrit    | « PA08000014 », notice no PA08000014 | 49° 45′ 45″ nord, 4° 42′ 47″ est    |                   |
| Cité Paris-Campagne                                                               | Revin                       | Ardennes                 | Grand Est                  | inscrit    | « PA08000015 », notice no PA08000015 | 49° 56′ 19″ nord, 4° 37′ 50″ est    |                   |
| Ancienne église Notre-Dame de Noguès                                              | Lescure                     | Ariège                   | Occitanie                  | inscrit    | « PA09000025 », notice no PA09000025 | 43° 00′ 19″ nord, 1° 15′ 07″ est    |                   |
| Ancienne abbaye fontevriste                                                       | Sainte-Croix-Volvestre      | Ariège                   | Occitanie                  | inscrit    | « PA09000026 », notice no PA09000026 | 43° 07′ 35″ nord, 1° 10′ 22″ est    |                   |
| Chambre de commerce                                                               | Troyes                      | Aube                     | Grand Est                  | inscrit    | « PA00078253 », notice no PA00078253 | 48° 17′ 45″ nord, 4° 04′ 18″ est    |                   |
| Remparts                                                                          | Bœrsch                      | Bas-Rhin                 | Grand Est                  | inscrit    | « PA00084636 », notice no PA00084636 | 48° 28′ 39″ nord, 7° 26′ 32″ est    |                   |
| Cité paysanne                                                                     | Marckolsheim                | Bas-Rhin                 | Grand Est                  | inscrit    | « PA67000089 », notice no PA67000089 | 48° 10′ 02″ nord, 7° 32′ 39″ est    |                   |
| Siedlung                                                                          | Marckolsheim                | Bas-Rhin                 | Grand Est                  | inscrit    | « PA67000088 », notice no PA67000088 | 48° 09′ 39″ nord, 7° 33′ 01″ est    |                   |
| Ferme                                                                             | Nordheim                    | Bas-Rhin                 | Grand Est                  | inscrit    | « PA67000090 », notice no PA67000090 | 48° 38′ 12″ nord, 7° 30′ 44″ est    |                   |
| Maison                                                                            | Oberbronn                   | Bas-Rhin                 | Grand Est                  | inscrit    | « PA00084841 », notice no PA00084841 | 48° 56′ 25″ nord, 7° 36′ 21″ est    |                   |
| Hôpital civil                                                                     | Strasbourg                  | Bas-Rhin                 | Grand Est                  | inscrit    | « PA00085043 », notice no PA00085043 | 48° 34′ 33″ nord, 7° 44′ 47″ est    |                   |
| Phare de Faraman                                                                  | Arles                       | Bouches-du-Rhône         | Provence-Alpes-Côte d'Azur | inscrit    | « PA13000063 », notice no PA13000063 | 43° 21′ 17″ nord, 4° 41′ 14″ est    |                   |
| Église Sainte-Marie-de-la-Nativité                                                | Cabriès                     | Bouches-du-Rhône         | Provence-Alpes-Côte d'Azur | inscrit    | « PA13000066 », notice no PA13000066 | 43° 26′ 27″ nord, 5° 22′ 43″ est    |                   |
| Phare de Saint-Gervais                                                            | Fos-sur-Mer                 | Bouches-du-Rhône         | Provence-Alpes-Côte d'Azur | inscrit    | « PA13000064 », notice no PA13000064 | 43° 25′ 42″ nord, 4° 56′ 25″ est    |                   |
| Gare de L'Estaque                                                                 | Marseille                   | Bouches-du-Rhône         | Provence-Alpes-Côte d'Azur | inscrit    | « PA13000065 », notice no PA13000065 | 43° 21′ 49″ nord, 5° 19′ 17″ est    |                   |
| Ancien atelier Nadar                                                              | Marseille                   | Bouches-du-Rhône         | Provence-Alpes-Côte d'Azur | inscrit    | « PA13000075 », notice no PA13000075 | 43° 17′ 52″ nord, 5° 22′ 50″ est    |                   |
| Phare du Planier                                                                  | Marseille                   | Bouches-du-Rhône         | Provence-Alpes-Côte d'Azur | classé     | « PA13000042 », notice no PA13000042 | 43° 11′ 55″ nord, 5° 13′ 49″ est    |                   |
| Château de Goubelet ou Goblet                                                     | Tarascon                    | Bouches-du-Rhône         | Provence-Alpes-Côte d'Azur | inscrit    | « PA00081472 », notice no PA00081472 | 43° 47′ 47″ nord, 4° 40′ 10″ est    |                   |
| Manoir de la Porte                                                                | Les Authieux-sur-Calonne    | Calvados                 | Normandie                  | classé     | « PA14000101 », notice no PA14000101 | 49° 17′ 49″ nord, 0° 16′ 32″ est    |                   |
| Université de Caen (Campus 1)                                                     | Caen                        | Calvados                 | Normandie                  | classé     | « PA14000102 », notice no PA14000102 | 49° 11′ 27″ nord, 0° 21′ 53″ ouest  |                   |
| Château de Crémel                                                                 | Monceaux-en-Bessin          | Calvados                 | Normandie                  | inscrit    | « PA00111554 », notice no PA00111554 | 49° 15′ 55″ nord, 0° 41′ 41″ ouest  |                   |
| Église Saint-Sébastien                                                            | Préaux-Saint-Sébastien      | Calvados                 | Normandie                  | inscrit    | « PA00111627 », notice no PA00111627 | 48° 59′ 11″ nord, 0° 18′ 26″ est    |                   |
| Haras de Varaville                                                                | Varaville                   | Calvados                 | Normandie                  | inscrit    | « PA14000103 », notice no PA14000103 | 49° 15′ 09″ nord, 0° 10′ 00″ ouest  |                   |
| Château de Vaubadon                                                               | Vaubadon                    | Calvados                 | Normandie                  | inscrit    | « PA14000104 », notice no PA14000104 | 49° 12′ 37″ nord, 0° 50′ 00″ ouest  |                   |
| Château d'Apchon                                                                  | Apchon                      | Cantal                   | Auvergne-Rhône-Alpes       | inscrit    | « PA15000047 », notice no PA15000047 | 45° 15′ 00″ nord, 2° 41′ 40″ est    |                   |
| Maison Pradelle                                                                   | Marmanhac                   | Cantal                   | Auvergne-Rhône-Alpes       | inscrit    | « PA15000048 », notice no PA15000048 | 45° 00′ 34″ nord, 2° 29′ 29″ est    |                   |
| Ancienne papeterie Le Nil (cheminée)                                              | Angoulême                   | Charente                 | Nouvelle-Aquitaine         | inscrit    | « PA16000049 », notice no PA16000049 | 45° 39′ 15″ nord, 0° 09′ 01″ est    |                   |
| Abbaye Saint-Étienne de Bassac                                                    | Bassac                      | Charente                 | Nouvelle-Aquitaine         | inscrit    | « PA00104242 », notice no PA00104242 | 45° 39′ 43″ nord, 0° 06′ 19″ ouest  |                   |
| Dolmen de la Pierre Folle                                                         | Chenommet                   | Charente                 | Nouvelle-Aquitaine         | inscrit    | « PA16000050 », notice no PA16000050 | 45° 55′ 48″ nord, 0° 15′ 44″ est    |                   |
| Église Saint-André de Louzac-Saint-André                                          | Louzac-Saint-André          | Charente                 | Nouvelle-Aquitaine         | inscrit    | « PA00104566 », notice no PA00104566 | 45° 44′ 03″ nord, 0° 23′ 57″ ouest  |                   |
| Église Saint-Martin de Louzac                                                     | Louzac-Saint-André          | Charente                 | Nouvelle-Aquitaine         | inscrit    | « PA00104567 », notice no PA00104567 | 45° 42′ 50″ nord, 0° 24′ 46″ ouest  |                   |
| Château de la Mercerie                                                            | Magnac-lès-Gardes           | Charente                 | Nouvelle-Aquitaine         | inscrit    | « PA00104405 », notice no PA00104405 | 45° 30′ 06″ nord, 0° 14′ 30″ est    |                   |
| Dolmen des Grouges                                                                | Saint-Ciers-sur-Bonnieure   | Charente                 | Nouvelle-Aquitaine         | inscrit    | « PA16000051 », notice no PA16000051 | 45° 52′ 20″ nord, 0° 14′ 16″ est    |                   |
| Tumulus du Petit Dognon                                                           | Tusson                      | Charente                 | Nouvelle-Aquitaine         | inscrit    | « PA16000052 », notice no PA16000052 | 45° 56′ 08″ nord, 0° 05′ 05″ est    |                   |
| Église Saint-Romain de Villebois-Lavalette                                        | Villebois-Lavalette         | Charente                 | Nouvelle-Aquitaine         | inscrit    | « PA16000048 », notice no PA16000048 | 45° 28′ 57″ nord, 0° 16′ 55″ est    |                   |
| Château de Saint-Seurin-d'Uzet                                                    | Chenac-Saint-Seurin-d'Uzet  | Charente-Maritime        | Nouvelle-Aquitaine         | inscrit    | « PA17000096 », notice no PA17000096 | 45° 29′ 58″ nord, 0° 50′ 04″ ouest  |                   |
| Château de Dion                                                                   | Chérac                      | Charente-Maritime        | Nouvelle-Aquitaine         | inscrit    | « PA17000097 », notice no PA17000097 | 45° 41′ 30″ nord, 0° 27′ 43″ ouest  |                   |
| Château de Bernessard                                                             | Gémozac                     | Charente-Maritime        | Nouvelle-Aquitaine         | inscrit    | « PA17000098 », notice no PA17000098 | 45° 34′ 00″ nord, 0° 42′ 19″ ouest  |                   |
| Phare des Baleineaux                                                              | Saint-Clément-des-Baleines  | Charente-Maritime        | Nouvelle-Aquitaine         | classé     | « PA00105165 », notice no PA00105165 | 46° 15′ 50″ nord, 1° 35′ 12″ ouest  |                   |
| Phare de Chassiron                                                                | Saint-Denis-d'Oléron        | Charente-Maritime        | Nouvelle-Aquitaine         | classé     | « PA17000091 », notice no PA17000091 | 46° 02′ 48″ nord, 1° 24′ 37″ ouest  | catégorie commons |
| Écluses à poissons                                                                | Saint-Georges-d'Oléron      | Charente-Maritime        | Nouvelle-Aquitaine         | inscrit    | « PA17000099 », notice no PA17000099 | 45° 57′ 45″ nord, 1° 23′ 41″ ouest  |                   |
| Phare de Vallières                                                                | Saint-Georges-de-Didonne    | Charente-Maritime        | Nouvelle-Aquitaine         | classé     | « PA17000092 », notice no PA17000092 | 45° 35′ 54″ nord, 1° 00′ 29″ ouest  |                   |
| Ensemble bâti par le céramiste Jean Linard                                        | Neuvy-Deux-Clochers         | Cher                     | Centre-Val de Loire        | inscrit    | « PA18000056 », notice no PA18000056 | 47° 17′ 20″ nord, 2° 37′ 47″ est    |                   |
| Château de la Motte                                                               | Sagonne                     | Cher                     | Centre-Val de Loire        | inscrit    | « PA18000055 », notice no PA18000055 | 46° 51′ 37″ nord, 2° 50′ 17″ est    |                   |
| Église Saint-Germain de Vornay                                                    | Vornay                      | Cher                     | Centre-Val de Loire        | inscrit    | « PA00096936 », notice no PA00096936 | 46° 58′ 30″ nord, 2° 35′ 05″ est    |                   |
| Église Saint-Antoine-l'Ermite d'Égletons                                          | Égletons                    | Corrèze                  | Nouvelle-Aquitaine         | inscrit    | « PA19000012 », notice no PA19000012 | 45° 24′ 22″ nord, 2° 02′ 45″ est    |                   |
| Village de vacances du Gril                                                       | Égletons                    | Corrèze                  | Nouvelle-Aquitaine         | inscrit    | « PA19000023 », notice no PA19000023 | 45° 25′ 16″ nord, 2° 03′ 33″ est    |                   |
| Castrum de Malemort                                                               | Malemort-sur-Corrèze        | Corrèze                  | Nouvelle-Aquitaine         | inscrit    | « PA19000022 », notice no PA19000022 | 45° 10′ 21″ nord, 1° 33′ 58″ est    |                   |
| Chapelle funéraire Pozzo di Borgo                                                 | Alata                       | Corse-du-Sud             | Corse                      | inscrit    | « PA2A000009 », notice no PA2A000009 | 41° 57′ 32″ nord, 8° 43′ 00″ est    |                   |
| Château de Vico d'Ornano                                                          | Santa-Maria-Siché           | Corse-du-Sud             | Corse                      | inscrit    | « PA2A000010 », notice no PA2A000010 | 41° 52′ 22″ nord, 8° 58′ 54″ est    |                   |
| Palazzu de Sampiero Corso                                                         | Santa-Maria-Siché           | Corse-du-Sud             | Corse                      | inscrit    | « PA2A000011 », notice no PA2A000011 | 41° 52′ 24″ nord, 8° 58′ 52″ est    |                   |
| Église Saint-Albert de Calvese                                                    | Sollacaro                   | Corse-du-Sud             | Corse                      | inscrit    | « PA2A000012 », notice no PA2A000012 | 41° 44′ 48″ nord, 8° 54′ 35″ est    |                   |
| Chapelle médiévale                                                                | Alise-Sainte-Reine          | Côte-d'Or                | Bourgogne-Franche-Comté    | inscrit    | « PA21000060 », notice no PA21000060 | 47° 32′ 14″ nord, 4° 29′ 14″ est    |                   |
| Bornes de la forêt de Crépey                                                      | Aubaine                     | Côte-d'Or                | Bourgogne-Franche-Comté    | inscrit    | « PA21000068 », notice no PA21000068 |                                     |                   |
| Bornes de la forêt de Châtillon                                                   | Buncey                      | Côte-d'Or                | Bourgogne-Franche-Comté    | inscrit    | « PA21000063 », notice no PA21000063 |                                     |                   |
| Ancienne station-service du Pont de Paris                                         | Corpeau                     | Côte-d'Or                | Bourgogne-Franche-Comté    | inscrit    | « PA21000070 », notice no PA21000070 | 46° 55′ 04″ nord, 4° 45′ 14″ est    |                   |
| Garage Alizon                                                                     | Dijon                       | Côte-d'Or                | Bourgogne-Franche-Comté    | inscrit    | « PA21000062 », notice no PA21000062 | 47° 19′ 33″ nord, 5° 01′ 57″ est    |                   |
| Église du Sacré-Cœur de Dijon                                                     | Dijon                       | Côte-d'Or                | Bourgogne-Franche-Comté    | inscrit    | « PA21000071 », notice no PA21000071 | 47° 20′ 08″ nord, 5° 03′ 10″ est    |                   |
| Faculté des sciences de Dijon                                                     | Dijon                       | Côte-d'Or                | Bourgogne-Franche-Comté    | inscrit    | « PA21000072 », notice no PA21000072 | 47° 18′ 48″ nord, 5° 04′ 23″ est    |                   |
| Château de la Grand'Ville                                                         | Bringolo                    | Côtes-d'Armor            | Bretagne                   | inscrit    | « PA00089041 », notice no PA00089041 | 48° 35′ 04″ nord, 2° 59′ 28″ ouest  |                   |
| Château des Portes                                                                | Noyal                       | Côtes-d'Armor            | Bretagne                   | inscrit    | « PA22000036 », notice no PA22000036 | 48° 26′ 47″ nord, 2° 27′ 09″ ouest  |                   |
| Château de Hac                                                                    | Le Quiou                    | Côtes-d'Armor            | Bretagne                   | inscrit    | « PA00089567 », notice no PA00089567 | 48° 20′ 27″ nord, 2° 00′ 21″ ouest  |                   |
| Église Saint-Pierre de Taden                                                      | Taden                       | Côtes-d'Armor            | Bretagne                   | inscrit    | « PA22000033 », notice no PA22000033 | 48° 28′ 33″ nord, 2° 01′ 00″ ouest  |                   |
| Manufacture de tapisserie Castel                                                  | Aubusson                    | Creuse                   | Nouvelle-Aquitaine         | inscrit    | « PA23000025 », notice no PA23000025 | 45° 57′ 18″ nord, 2° 09′ 54″ est    |                   |
| Manufacture de tapisserie Hamot                                                   | Aubusson                    | Creuse                   | Nouvelle-Aquitaine         | inscrit    | « PA23000024 », notice no PA23000024 | 45° 57′ 16″ nord, 2° 10′ 06″ est    |                   |
| Château d'Etangsannes                                                             | Saint-Chabrais              | Creuse                   | Nouvelle-Aquitaine         | inscrit    | « PA00100150 », notice no PA00100150 | 46° 06′ 02″ nord, 2° 11′ 17″ est    |                   |
| Chapelle de la Poraire                                                            | Chiché                      | Deux-Sèvres              | Nouvelle-Aquitaine         | inscrit    | « PA79000041 », notice no PA79000041 | 46° 48′ 47″ nord, 0° 22′ 18″ ouest  |                   |
| Abbaye de Saint-Maixent-l'École                                                   | Saint-Maixent-l'École       | Deux-Sèvres              | Nouvelle-Aquitaine         | classé     | « PA00101349 », notice no PA00101349 | 46° 24′ 36″ nord, 0° 12′ 14″ ouest  |                   |
| Château de Besse                                                                  | Besse                       | Dordogne                 | Nouvelle-Aquitaine         | inscrit    | « PA24000079 », notice no PA24000079 | 44° 40′ 03″ nord, 1° 06′ 38″ est    |                   |
| Château de Condat                                                                 | Condat-sur-Vézère           | Dordogne                 | Nouvelle-Aquitaine         | inscrit    | « PA00082496 », notice no PA00082496 | 45° 07′ 01″ nord, 1° 13′ 44″ est    |                   |
| Château de Saint-Martin                                                           | Lamonzie-Saint-Martin       | Dordogne                 | Nouvelle-Aquitaine         | inscrit    | « PA00082603 », notice no PA00082603 | 44° 50′ 48″ nord, 0° 21′ 20″ est    |                   |
| Ancienne abbaye Saint-Pierre-ès-Liens                                             | Tourtoirac                  | Dordogne                 | Nouvelle-Aquitaine         | inscrit    | « PA00083026 », notice no PA00083026 | 45° 16′ 15″ nord, 1° 03′ 36″ est    |                   |
| Hôpital Saint-Jacques                                                             | Besançon                    | Doubs                    | Bourgogne-Franche-Comté    | inscrit    | « PA00101481 », notice no PA00101481 | 47° 14′ 10″ nord, 6° 01′ 12″ est    |                   |
| Immeuble                                                                          | Besançon                    | Doubs                    | Bourgogne-Franche-Comté    | inscrit    | « PA25000077 », notice no PA25000077 | 47° 14′ 08″ nord, 6° 01′ 40″ est    |                   |
| Observatoire                                                                      | Besançon                    | Doubs                    | Bourgogne-Franche-Comté    | classé     | « PA25000047 », notice no PA25000047 | 47° 14′ 48″ nord, 5° 59′ 23″ est    |                   |
| Station-service                                                                   | Beure                       | Doubs                    | Bourgogne-Franche-Comté    | inscrit    | « PA25000078 », notice no PA25000078 | 47° 12′ 25″ nord, 5° 59′ 56″ est    |                   |
| Chapelle Saint-Ferréol et Saint-Ferjeux de Miserey-Salines                        | Miserey-Salines             | Doubs                    | Bourgogne-Franche-Comté    | inscrit    | « PA25000075 », notice no PA25000075 | 47° 17′ 11″ nord, 5° 58′ 17″ est    |                   |
| Hôtel de voyageurs du Lion Rouge                                                  | Montbéliard                 | Doubs                    | Bourgogne-Franche-Comté    | inscrit    | « PA00101750 », notice no PA00101750 | 47° 30′ 34″ nord, 6° 47′ 39″ est    |                   |
| Immeuble                                                                          | Morteau                     | Doubs                    | Bourgogne-Franche-Comté    | inscrit    | « PA25000076 », notice no PA25000076 | 47° 03′ 20″ nord, 6° 36′ 11″ est    |                   |
| Château de Vaire-le-Grand                                                         | Vaire-Arcier                | Doubs                    | Bourgogne-Franche-Comté    | classé     | « PA00101731 », notice no PA00101731 | 47° 17′ 01″ nord, 6° 09′ 01″ est    |                   |
| Château d'Albon                                                                   | Albon                       | Drôme                    | Auvergne-Rhône-Alpes       | classé     | « PA00116878 », notice no PA00116878 | 45° 14′ 42″ nord, 4° 51′ 14″ est    |                   |
| Villa Sestier                                                                     | Sauzet                      | Drôme                    | Auvergne-Rhône-Alpes       | inscrit    | « PA26000029 », notice no PA26000029 | 44° 36′ 13″ nord, 4° 49′ 15″ est    |                   |
| Demeure de la Cossonnerie ou Maison russe                                         | Sainte-Geneviève-des-Bois   | Essonne                  | Île-de-France              | inscrit    | « PA91000011 », notice no PA91000011 | 48° 38′ 07″ nord, 2° 20′ 09″ est    |                   |
| Château de Guainville                                                             | Guainville                  | Eure-et-Loir             | Centre-Val de Loire        | classé     | « PA28000036 », notice no PA28000036 | 48° 54′ 27″ nord, 1° 28′ 43″ est    |                   |
| Église Saint-Thomas de Soizé                                                      | Authon-du-Perche            | Eure-et-Loir             | Centre-Val de Loire        | inscrit    | « PA28000037 », notice no PA28000037 | 48° 10′ 06″ nord, 0° 53′ 03″ est    |                   |
| Chapelle Sainte-Hélène à Douarnenez                                               | Douarnenez                  | Finistère                | Bretagne                   | inscrit    | « PA00089910 », notice no PA00089910 | 48° 05′ 36″ nord, 4° 19′ 33″ ouest  |                   |
| Église Saint-Pierre de Plougourvest                                               | Plougourvest                | Finistère                | Bretagne                   | inscrit    | « PA29000073 », notice no PA29000073 | 48° 33′ 14″ nord, 4° 05′ 06″ ouest  |                   |
| Temple protestant de Beauvoisin                                                   | Beauvoisin                  | Gard                     | Occitanie                  | inscrit    | « PA30000091 », notice no PA30000091 | 43° 43′ 04″ nord, 4° 19′ 29″ est    |                   |
| Temple protestant de Bernis                                                       | Bernis                      | Gard                     | Occitanie                  | inscrit    | « PA30000092 », notice no PA30000092 | 43° 45′ 54″ nord, 4° 17′ 13″ est    |                   |
| Église de Saint-Martin-de-Corconac                                                | L'Estréchure                | Gard                     | Occitanie                  | inscrit    | « PA30000099 », notice no PA30000099 | 44° 06′ 09″ nord, 3° 48′ 01″ est    |                   |
| Phare de l'Espiguette                                                             | Le Grau-du-Roi              | Gard                     | Occitanie                  | classé     | « PA30000089 », notice no PA30000089 | 43° 29′ 16″ nord, 4° 08′ 31″ est    |                   |
| Ancien phare du Grau d'Aigues-Mortes                                              | Le Grau-du-Roi              | Gard                     | Occitanie                  | classé     | « PA30000088 », notice no PA30000088 | 43° 32′ 11″ nord, 4° 08′ 04″ est    |                   |
| Hôtel de Brueys                                                                   | Nîmes                       | Gard                     | Occitanie                  | inscrit    | « PA00103131 », notice no PA00103131 | 43° 50′ 13″ nord, 4° 21′ 37″ est    |                   |
| Hôtel Bézard                                                                      | Nîmes                       | Gard                     | Occitanie                  | inscrit    | « PA30000098 », notice no PA30000098 | 43° 50′ 02″ nord, 4° 21′ 47″ est    |                   |
| Église Saint-Saturnin de Pont-Saint-Esprit                                        | Pont-Saint-Esprit           | Gard                     | Occitanie                  | inscrit    | « PA30000100 », notice no PA30000100 | 44° 15′ 27″ nord, 4° 39′ 03″ est    |                   |
| Temple protestant de Quissac                                                      | Quissac                     | Gard                     | Occitanie                  | inscrit    | « PA30000093 », notice no PA30000093 | 43° 54′ 27″ nord, 3° 59′ 56″ est    |                   |
| Temple protestant de Vauvert                                                      | Vauvert                     | Gard                     | Occitanie                  | inscrit    | « PA30000094 », notice no PA30000094 | 43° 41′ 31″ nord, 4° 16′ 33″ est    |                   |
| Vigne de Sarragachies ou Vigne de la Ferme Pédebernade                            | Sarragachies                | Gers                     | Occitanie                  | inscrit    | « PA32000028 », notice no PA32000028 | 43° 41′ 07″ nord, 0° 04′ 08″ ouest  |                   |
| Château Citran                                                                    | Avensan                     | Gironde                  | Nouvelle-Aquitaine         | inscrit    | « PA33000155 », notice no PA33000155 | 45° 03′ 09″ nord, 0° 44′ 51″ ouest  |                   |
| Hôtel de Bourges                                                                  | Bazas                       | Gironde                  | Nouvelle-Aquitaine         | inscrit    | « PA33000156 », notice no PA33000156 | 44° 25′ 54″ nord, 0° 12′ 39″ ouest  |                   |
| Hôtel Lecomte de Latresne                                                         | Bordeaux                    | Gironde                  | Nouvelle-Aquitaine         | inscrit    | « PA33000166 », notice no PA33000166 | 44° 50′ 23″ nord, 0° 34′ 32″ ouest  |                   |
| Hôtel de Bryas                                                                    | Bordeaux                    | Gironde                  | Nouvelle-Aquitaine         | inscrit    | « PA33000157 », notice no PA33000157 | 44° 50′ 47″ nord, 0° 34′ 49″ ouest  |                   |
| Maison Jean-Jacques Bosc                                                          | Bordeaux                    | Gironde                  | Nouvelle-Aquitaine         | inscrit    | « PA33000158 », notice no PA33000158 | 44° 50′ 22″ nord, 0° 34′ 10″ ouest  |                   |
| Château Bernones                                                                  | Cussac-Fort-Médoc           | Gironde                  | Nouvelle-Aquitaine         | inscrit    | « PA33000159 », notice no PA33000159 | 45° 07′ 03″ nord, 0° 43′ 22″ ouest  |                   |
| Église Notre-Dame d'Espiet                                                        | Espiet                      | Gironde                  | Nouvelle-Aquitaine         | inscrit    | « PA33000165 », notice no PA33000165 | 44° 48′ 22″ nord, 0° 15′ 59″ ouest  |                   |
| Poterie de Gradignan                                                              | Gradignan                   | Gironde                  | Nouvelle-Aquitaine         | inscrit    | « PA33000161 », notice no PA33000161 | 44° 46′ 21″ nord, 0° 38′ 38″ ouest  |                   |
| Télégraphe Chappe de Gradignan                                                    | Gradignan                   | Gironde                  | Nouvelle-Aquitaine         | inscrit    | « PA33000160 », notice no PA33000160 | 44° 47′ 06″ nord, 0° 36′ 27″ ouest  |                   |
| Maison de la cité Frugès                                                          | Pessac                      | Gironde                  | Nouvelle-Aquitaine         | inscrit    | « PA33000154 », notice no PA33000154 | 44° 47′ 57″ nord, 0° 38′ 51″ ouest  |                   |
| Maison de la cité Frugès                                                          | Pessac                      | Gironde                  | Nouvelle-Aquitaine         | inscrit    | « PA33000153 », notice no PA33000153 | 44° 47′ 54″ nord, 0° 38′ 56″ ouest  |                   |
| Hôtel Peysseguin                                                                  | Réole (La)                  | Gironde                  | Nouvelle-Aquitaine         | inscrit    | « PA33000162 », notice no PA33000162 | 44° 34′ 56″ nord, 0° 02′ 20″ ouest  |                   |
| Logis de Malet                                                                    | Saint-Émilion               | Gironde                  | Nouvelle-Aquitaine         | inscrit    | « PA33000163 », notice no PA33000163 | 44° 53′ 37″ nord, 0° 09′ 27″ ouest  |                   |
| Château Gruaud Larose                                                             | Saint-Julien-Beychevelle    | Gironde                  | Nouvelle-Aquitaine         | inscrit    | « PA33000164 », notice no PA33000164 | 45° 08′ 40″ nord, 0° 45′ 03″ ouest  |                   |
| Roche gravée de Moho                                                              | Saint-Martin                | Guadeloupe               | Guadeloupe                 | classé     | « PA97100036 », notice no PA97100036 |                                     |                   |
| Roches gravées et polissoirs de l'Anse des Galets                                 | Trois-Rivières              | Guadeloupe               | Guadeloupe                 | classé     | « PA97100014 », notice no PA97100014 | 15° 58′ 21″ nord, 61° 37′ 34″ ouest |                   |
| Quartier pénitentiaire                                                            | Cayenne                     | Guyane                   | Guyane                     | inscrit    | « PA00105905 », notice no PA00105905 | 5° 17′ 00″ nord, 52° 34′ 59″ ouest  |                   |
| Cathédrale Saint-Sauveur de Cayenne                                               | Cayenne                     | Guyane                   | Guyane                     | classé     | « PA00105932 », notice no PA00105932 | 4° 56′ 20″ nord, 52° 19′ 53″ ouest  |                   |
| Ancienne école du bourg de Remire                                                 | Rémire-Montjoly             | Guyane                   | Guyane                     | inscrit    | « PA97300013 », notice no PA97300013 | 4° 53′ 10″ nord, 52° 16′ 34″ ouest  |                   |
| Maison                                                                            | Altkirch                    | Haut-Rhin                | Grand Est                  | inscrit    | « PA68000059 », notice no PA68000059 | 47° 37′ 25″ nord, 7° 14′ 09″ est    |                   |
| Église de l'Annonciation                                                          | Casabianca                  | Haute-Corse              | Corse                      | inscrit    | « PA2B000023 », notice no PA2B000023 | 42° 26′ 45″ nord, 9° 21′ 53″ est    |                   |
| Palazzu de Francesco Semidei                                                      | Centuri                     | Haute-Corse              | Corse                      | inscrit    | « PA2B000024 », notice no PA2B000024 | 42° 57′ 39″ nord, 9° 22′ 06″ est    |                   |
| Ancien couvent des Capucins de Vescovato                                          | Vescovato                   | Haute-Corse              | Corse                      | inscrit    | « PA2B000025 », notice no PA2B000025 | 42° 29′ 33″ nord, 9° 26′ 36″ est    |                   |
| Villa Luisa                                                                       | Bagnères-de-Luchon          | Haute-Garonne            | Occitanie                  | inscrit    | « PA31000091 », notice no PA31000091 | 42° 47′ 17″ nord, 0° 35′ 42″ est    |                   |
| Camp militaire de Saint-Bertrand-de-Comminges                                     | Saint-Bertrand-de-Comminges | Haute-Garonne            | Occitanie                  | inscrit    | « PA31000004 », notice no PA31000004 | 43° 01′ 50″ nord, 0° 34′ 46″ est    |                   |
| Distillerie Maurin-Vey                                                            | Espaly-Saint-Marcel         | Haute-Loire              | Auvergne-Rhône-Alpes       | inscrit    | « PA43000057 », notice no PA43000057 | 45° 02′ 57″ nord, 3° 51′ 41″ est    |                   |
| Moulin de la fleuristerie                                                         | Orges (Haute-Marne)         | Haute-Marne              | Grand Est                  | inscrit    | « PA52000033 », notice no PA52000033 | 48° 04′ 39″ nord, 4° 56′ 04″ est    |                   |
| Forge-fonderie de Baignes                                                         | Baignes                     | Haute-Saône              | Bourgogne-Franche-Comté    | classé     | « PA00102115 », notice no PA00102115 | 47° 35′ 08″ nord, 6° 02′ 57″ est    |                   |
| Maison                                                                            | Motey-Besuche               | Haute-Saône              | Bourgogne-Franche-Comté    | inscrit    | « PA70000107 », notice no PA70000107 | 47° 17′ 59″ nord, 5° 40′ 08″ est    |                   |
| Château des Cars                                                                  | Les Cars                    | Haute-Vienne             | Nouvelle-Aquitaine         | classé     | « PA00100263 », notice no PA00100263 | 45° 40′ 47″ nord, 1° 04′ 24″ est    |                   |
| Hôtel Muret                                                                       | Limoges                     | Haute-Vienne             | Nouvelle-Aquitaine         | inscrit    | « PA00100356 », notice no PA00100356 | 45° 49′ 48″ nord, 1° 15′ 33″ est    |                   |
| Église Saint-Martin d'Oradour-sur-Glane (nouvelle)                                | Oradour-sur-Glane           | Haute-Vienne             | Nouvelle-Aquitaine         | inscrit    | « PA87000042 », notice no PA87000042 | 45° 55′ 48″ nord, 1° 02′ 02″ est    |                   |
| Château de Sannat                                                                 | Saint-Junien-les-Combes     | Haute-Vienne             | Nouvelle-Aquitaine         | inscrit    | « PA87000010 », notice no PA87000010 | 46° 05′ 17″ nord, 1° 08′ 13″ est    |                   |
| Église Saint-Louis de Rabastens-de-Bigorre                                        | Rabastens-de-Bigorre        | Hautes-Pyrénées          | Occitanie                  | inscrit    | « PA65000017 », notice no PA65000017 | 43° 23′ 19″ nord, 0° 09′ 05″ est    |                   |
| Château de Castelnau-de-Guers                                                     | Castelnau-de-Guers          | Hérault                  | Occitanie                  | inscrit    | « PA34000039 », notice no PA34000039 | 43° 26′ 07″ nord, 3° 26′ 17″ est    |                   |
| Église Saint-Amand de Cazedarnes                                                  | Cazedarnes                  | Hérault                  | Occitanie                  | inscrit    | « PA34000086 », notice no PA34000086 | 43° 25′ 38″ nord, 3° 01′ 53″ est    |                   |
| Ancien château des archevêques de Narbonne                                        | Montels                     | Hérault                  | Occitanie                  | inscrit    | « PA34000087 », notice no PA34000087 | 43° 17′ 41″ nord, 3° 01′ 48″ est    |                   |
| Hôtel de Sarret                                                                   | Montpellier                 | Hérault                  | Occitanie                  | inscrit    | « PA00103588 », notice no PA00103588 | 43° 36′ 41″ nord, 3° 52′ 26″ est    |                   |
| Hôtel Rey                                                                         | Montpellier                 | Hérault                  | Occitanie                  | inscrit    | « PA00103583 », notice no PA00103583 | 43° 36′ 29″ nord, 3° 52′ 41″ est    |                   |
| Hôtel de Grave                                                                    | Montpellier                 | Hérault                  | Occitanie                  | inscrit    | « PA34000092 », notice no PA34000092 | 43° 36′ 45″ nord, 3° 52′ 47″ est    |                   |
| Ancienne maison des Ursulines                                                     | Mudaison                    | Hérault                  | Occitanie                  | inscrit    | « PA34000091 », notice no PA34000091 | 43° 38′ 56″ nord, 4° 02′ 26″ est    |                   |
| Moulin de Conas                                                                   | Pézenas                     | Hérault                  | Occitanie                  | inscrit    | « PA34000088 », notice no PA34000088 | 43° 26′ 04″ nord, 3° 25′ 28″ est    |                   |
| Château du Comte de Turenne                                                       | Pignan                      | Hérault                  | Occitanie                  | inscrit    | « PA34000093 », notice no PA34000093 | 43° 34′ 55″ nord, 3° 45′ 42″ est    |                   |
| Café du marché                                                                    | Puisserguier                | Hérault                  | Occitanie                  | inscrit    | « PA34000089 », notice no PA34000089 | 43° 22′ 05″ nord, 3° 02′ 21″ est    |                   |
| Château de Puisserguier                                                           | Puisserguier                | Hérault                  | Occitanie                  | inscrit    | « PA34000097 », notice no PA34000097 | 43° 22′ 06″ nord, 3° 02′ 19″ est    |                   |
| Pont de Villeneuve                                                                | Saint-Jean-de-Védas         | Hérault                  | Occitanie                  | inscrit    | « PA34000098 », notice no PA34000098 | 43° 33′ 19″ nord, 3° 50′ 50″ est    |                   |
| Château des Onglées                                                               | Acigné                      | Ille-et-Vilaine          | Bretagne                   | inscrit    | « PA35000041 », notice no PA35000041 | 48° 07′ 29″ nord, 1° 33′ 13″ ouest  |                   |
| Maison de la Grisardière                                                          | Dol-de-Bretagne             | Ille-et-Vilaine          | Bretagne                   | inscrit    | « PA35000046 », notice no PA35000046 | 48° 33′ 03″ nord, 1° 45′ 10″ ouest  |                   |
| Château du Bordage                                                                | Ercé-près-Liffré            | Ille-et-Vilaine          | Bretagne                   | inscrit    | « PA35000042 », notice no PA35000042 | 48° 15′ 32″ nord, 1° 30′ 32″ ouest  |                   |
| Jeu de paume                                                                      | Rennes                      | Ille-et-Vilaine          | Bretagne                   | inscrit    | « PA35000045 », notice no PA35000045 | 48° 06′ 51″ nord, 1° 40′ 57″ ouest  |                   |
| Phare du Grand Jardin                                                             | Saint-Malo                  | Ille-et-Vilaine          | Bretagne                   | classé     | « PA35000043 », notice no PA35000043 | 48° 40′ 12″ nord, 2° 04′ 58″ ouest  |                   |
| Manoir                                                                            | Trimer                      | Ille-et-Vilaine          | Bretagne                   | inscrit    | « PA35000044 », notice no PA35000044 | 48° 20′ 25″ nord, 1° 53′ 32″ ouest  |                   |
| Maison forte de la Grange Missé                                                   | Chaillac                    | Indre                    | Centre-Val de Loire        | inscrit    | « PA36000034 », notice no PA36000034 | 46° 25′ 19″ nord, 1° 19′ 52″ est    |                   |
| Maison du Centaure                                                                | Loches                      | Indre-et-Loire           | Centre-Val de Loire        | inscrit    | « PA00097835 », notice no PA00097835 | 47° 07′ 39″ nord, 0° 59′ 51″ est    |                   |
| Château du Petit-Bois                                                             | Mettray                     | Indre-et-Loire           | Centre-Val de Loire        | inscrit    | « PA37000033 », notice no PA37000033 | 47° 26′ 54″ nord, 0° 39′ 19″ est    |                   |
| Site castral de Montbazon                                                         | Montbazon                   | Indre-et-Loire           | Centre-Val de Loire        | inscrit    | « PA00097870 », notice no PA00097870 | 47° 17′ 06″ nord, 0° 42′ 50″ est    |                   |
| Château Vieux de Vertrieu                                                         | Vertrieu                    | Isère                    | Auvergne-Rhône-Alpes       | inscrit    | « PA00117315 », notice no PA00117315 | 45° 52′ 21″ nord, 5° 22′ 14″ est    |                   |
| Jardin archéologique de Cybèle                                                    | Vienne                      | Isère                    | Auvergne-Rhône-Alpes       | inscrit    | « PA00117327 », notice no PA00117327 | 45° 31′ 27″ nord, 4° 52′ 21″ est    |                   |
| Église Saint-Maurice de Chaussin                                                  | Chaussin                    | Jura                     | Bourgogne-Franche-Comté    | inscrit    | « PA39000107 », notice no PA39000107 | 46° 57′ 58″ nord, 5° 24′ 23″ est    |                   |
| Corps de garde                                                                    | Dole                        | Jura                     | Bourgogne-Franche-Comté    | inscrit    | « PA39000108 », notice no PA39000108 | 47° 05′ 34″ nord, 5° 29′ 18″ est    |                   |
| Château de Falletans                                                              | Falletans                   | Jura                     | Bourgogne-Franche-Comté    | inscrit    | « PA39000104 », notice no PA39000104 | 47° 05′ 59″ nord, 5° 33′ 42″ est    |                   |
| Chapelle de Binans                                                                | Publy                       | Jura                     | Bourgogne-Franche-Comté    | inscrit    | « PA39000105 », notice no PA39000105 | 46° 37′ 42″ nord, 5° 39′ 40″ est    |                   |
| Couvent des Capucins                                                              | Saint-Amour                 | Jura                     | Bourgogne-Franche-Comté    | inscrit    | « PA39000106 », notice no PA39000106 | 46° 26′ 25″ nord, 5° 20′ 32″ est    |                   |
| Ancienne vigie de l'hydrobase des Hourtiquets                                     | Biscarrosse                 | Landes                   | Nouvelle-Aquitaine         | inscrit    | « PA40000077 », notice no PA40000077 | 44° 22′ 42″ nord, 1° 12′ 18″ ouest  |                   |
| Château de Montréal                                                               | Peyrehorade                 | Landes                   | Nouvelle-Aquitaine         | inscrit    | « PA00083997 », notice no PA00083997 | 43° 32′ 38″ nord, 1° 06′ 15″ ouest  |                   |
| Château de Lasalle                                                                | Siest                       | Landes                   | Nouvelle-Aquitaine         | inscrit    | « PA40000078 », notice no PA40000078 | 43° 38′ 55″ nord, 1° 07′ 42″ ouest  |                   |
| Église Saint-Hilaire de Châteauvieux                                              | Châteauvieux                | Loir-et-Cher             | Centre-Val de Loire        | inscrit    | « PA41000067 », notice no PA41000067 | 47° 13′ 54″ nord, 1° 23′ 01″ est    |                   |
| Château de Feugerolles                                                            | Le Chambon-Feugerolles      | Loire                    | Auvergne-Rhône-Alpes       | inscrit    | « PA00117443 », notice no PA00117443 | 45° 23′ 05″ nord, 4° 20′ 24″ est    |                   |
| Église Saint-Pierre de Firminy                                                    | Firminy                     | Loire                    | Auvergne-Rhône-Alpes       | classé     | « PA42000001 », notice no PA42000001 | 45° 23′ 01″ nord, 4° 17′ 11″ est    |                   |
| Maison des Lions                                                                  | Montbrison                  | Loire                    | Auvergne-Rhône-Alpes       | inscrit    | « PA00117530 », notice no PA00117530 | 45° 36′ 28″ nord, 4° 03′ 54″ est    |                   |
| Château de la Grange Merlin                                                       | Saint-Paul-en-Jarez         | Loire                    | Auvergne-Rhône-Alpes       | inscrit    | « PA42000041 », notice no PA42000041 | 45° 28′ 58″ nord, 4° 33′ 59″ est    |                   |
| Phare du plateau du Four                                                          | Le Croisic                  | Loire-Atlantique         | Pays de la Loire           | classé     | « PA44000050 », notice no PA44000050 | 47° 17′ 46″ nord, 2° 37′ 45″ ouest  |                   |
| Manoir de la Hélardière                                                           | Donges                      | Loire-Atlantique         | Pays de la Loire           | inscrit    | « PA44000054 », notice no PA44000054 | 47° 19′ 14″ nord, 2° 05′ 24″ ouest  |                   |
| Fontaine Saint-Denis                                                              | Mauves-sur-Loire            | Loire-Atlantique         | Pays de la Loire           | inscrit    | « PA44000055 », notice no PA44000055 | 47° 17′ 40″ nord, 1° 23′ 30″ ouest  |                   |
| Hôtel d'Aux                                                                       | Nantes                      | Loire-Atlantique         | Pays de la Loire           | inscrit    | « PA00108724 », notice no PA00108724 | 47° 13′ 11″ nord, 1° 33′ 02″ ouest  |                   |
| Grange pyramidale                                                                 | Châtillon-sur-Loire         | Loiret                   | Centre-Val de Loire        | inscrit    | « PA45000039 », notice no PA45000039 | 47° 34′ 55″ nord, 2° 43′ 54″ est    |                   |
| Temple protestant                                                                 | Châtillon-sur-Loire         | Loiret                   | Centre-Val de Loire        | inscrit    | « PA45000040 », notice no PA45000040 | 47° 35′ 27″ nord, 2° 45′ 10″ est    |                   |
| Abbaye Notre-Dame de la Cour-Dieu                                                 | Ingrannes                   | Loiret                   | Centre-Val de Loire        | classé     | « PA00098796 », notice no PA00098796 | 48° 00′ 22″ nord, 2° 11′ 50″ est    |                   |
| Chapelle Saint-Michel                                                             | Saint-Jean-de-Braye         | Loiret                   | Centre-Val de Loire        | inscrit    | « PA45000038 », notice no PA45000038 | 47° 55′ 11″ nord, 1° 59′ 03″ est    |                   |
| Dolmen de Pierre Levée                                                            | Cambes                      | Lot                      | Occitanie                  | inscrit    | « PA46000051 », notice no PA46000051 | 44° 37′ 34″ nord, 1° 54′ 16″ est    |                   |
| Château de La Pannonie                                                            | Couzou                      | Lot                      | Occitanie                  | inscrit    | « PA00095061 », notice no PA00095061 | 44° 46′ 38″ nord, 1° 39′ 13″ est    |                   |
| Église Saint-Cyr-et-Sainte-Julitte de La Pannonie                                 | Couzou                      | Lot                      | Occitanie                  | inscrit    | « PA46000059 », notice no PA46000059 | 44° 46′ 39″ nord, 1° 39′ 15″ est    |                   |
| Pigeonnier troglodyte de Font-d'Erbies                                            | Crégols                     | Lot                      | Occitanie                  | inscrit    | « PA46000052 », notice no PA46000052 | 44° 24′ 50″ nord, 1° 41′ 01″ est    |                   |
| Dolmen des Roques n° 2                                                            | Durbans                     | Lot                      | Occitanie                  | inscrit    | « PA46000053 », notice no PA46000053 | 44° 41′ 31″ nord, 1° 47′ 54″ est    |                   |
| Tour-pigeonnier de Labio                                                          | Gourdon                     | Lot                      | Occitanie                  | inscrit    | « PA46000054 », notice no PA46000054 | 44° 44′ 13″ nord, 1° 21′ 04″ est    |                   |
| Dolmen du Pech de Grammont                                                        | Gramat                      | Lot                      | Occitanie                  | inscrit    | « PA46000055 », notice no PA46000055 | 44° 47′ 05″ nord, 1° 40′ 22″ est    |                   |
| Dolmen de Combe de Saule n° 2                                                     | Marcilhac-sur-Célé          | Lot                      | Occitanie                  | inscrit    | « PA46000056 », notice no PA46000056 | 44° 32′ 13″ nord, 1° 48′ 48″ est    |                   |
| Dolmen des Barrières n° 3                                                         | Miers                       | Lot                      | Occitanie                  | inscrit    | « PA46000057 », notice no PA46000057 | 44° 52′ 08″ nord, 1° 41′ 02″ est    |                   |
| Dolmen de la Pierre Levée du Cloup Prioun                                         | Sauliac-sur-Célé            | Lot                      | Occitanie                  | inscrit    | « PA46000058 », notice no PA46000058 | 44° 30′ 17″ nord, 1° 41′ 16″ est    |                   |
| Pont-canal                                                                        | Agen                        | Lot-et-Garonne           | Nouvelle-Aquitaine         | inscrit    | « PA47000059 », notice no PA47000059 | 44° 12′ 29″ nord, 0° 36′ 24″ est    |                   |
| Domaine de Senelles                                                               | Bias                        | Lot-et-Garonne           | Nouvelle-Aquitaine         | inscrit    | « PA47000084 », notice no PA47000084 | 44° 25′ 10″ nord, 0° 40′ 05″ est    |                   |
| Église Saint-Martin de Cahuzac                                                    | Cahuzac                     | Lot-et-Garonne           | Nouvelle-Aquitaine         | inscrit    | « PA47000082 », notice no PA47000082 | 44° 39′ 39″ nord, 0° 33′ 31″ est    |                   |
| Château de Roche                                                                  | Clairac                     | Lot-et-Garonne           | Nouvelle-Aquitaine         | classé     | « PA00084091 », notice no PA00084091 | 44° 23′ 10″ nord, 0° 21′ 30″ est    |                   |
| Maison à pans de bois                                                             | Clairac                     | Lot-et-Garonne           | Nouvelle-Aquitaine         | inscrit    | « PA00084092 », notice no PA00084092 | 44° 21′ 34″ nord, 0° 22′ 38″ est    |                   |
| Église Saint-Étienne de Lauzun                                                    | Lauzun                      | Lot-et-Garonne           | Nouvelle-Aquitaine         | inscrit    | « PA47000087 », notice no PA47000087 | 44° 37′ 46″ nord, 0° 27′ 34″ est    |                   |
| Église Saint-Pastour de Queyssel                                                  | Lauzun                      | Lot-et-Garonne           | Nouvelle-Aquitaine         | inscrit    | « PA47000083 », notice no PA47000083 | 44° 39′ 55″ nord, 0° 29′ 38″ est    |                   |
| Camp du Moulin du Lot                                                             | Sainte-Livrade-sur-Lot      | Lot-et-Garonne           | Nouvelle-Aquitaine         | inscrit    | « PA47000081 », notice no PA47000081 | 44° 24′ 43″ nord, 0° 35′ 17″ est    |                   |
| Hôtel de Montesquieu                                                              | Mende                       | Lozère                   | Occitanie                  | inscrit    | « PA48000017 », notice no PA48000017 | 44° 31′ 06″ nord, 3° 29′ 55″ est    |                   |
| Château de Roquedols                                                              | Meyrueis                    | Lozère                   | Occitanie                  | inscrit    | « PA48000015 », notice no PA48000015 | 44° 09′ 43″ nord, 3° 26′ 20″ est    |                   |
| Ancienne église Notre-Dame de Molezon                                             | Molezon                     | Lozère                   | Occitanie                  | inscrit    | « PA48000016 », notice no PA48000016 | 44° 12′ 39″ nord, 3° 40′ 27″ est    |                   |
| Château des Cloîtres                                                              | Chemillé-en-Anjou           | Maine-et-Loire           | Pays de la Loire           | inscrit    | « PA49000087 », notice no PA49000087 | 47° 13′ 08″ nord, 0° 43′ 36″ ouest  |                   |
| Camp de concentration                                                             | Montreuil-Bellay            | Maine-et-Loire           | Pays de la Loire           | classé     | « PA49000079 », notice no PA49000079 | 47° 06′ 54″ nord, 0° 07′ 27″ ouest  |                   |
| Château de Briacé                                                                 | Saumur                      | Maine-et-Loire           | Pays de la Loire           | inscrit    | « PA00109309 », notice no PA00109309 | 47° 15′ 58″ nord, 0° 03′ 23″ ouest  |                   |
| Théâtre                                                                           | Saumur                      | Maine-et-Loire           | Pays de la Loire           | inscrit    | « PA49000088 », notice no PA49000088 | 47° 15′ 39″ nord, 0° 04′ 35″ ouest  |                   |
| Château de Varennes                                                               | Savennières                 | Maine-et-Loire           | Pays de la Loire           | inscrit    | « PA49000089 », notice no PA49000089 | 47° 23′ 07″ nord, 0° 38′ 59″ ouest  |                   |
| Colonne de Torfou                                                                 | Sèvremoine                  | Maine-et-Loire           | Pays de la Loire           | inscrit    | « PA49000090 », notice no PA49000090 | 47° 01′ 55″ nord, 1° 05′ 32″ ouest  |                   |
| Château de Bussy-Fontaines                                                        | Doué-en-Anjou               | Maine-et-Loire           | Pays de la Loire           | inscrit    | « PA49000091 », notice no PA49000091 | 47° 09′ 20″ nord, 0° 16′ 41″ ouest  |                   |
| Manoir du Bois                                                                    | Feugères                    | Manche                   | Normandie                  | inscrit    | « PA50000081 », notice no PA50000081 | 49° 08′ 45″ nord, 1° 20′ 05″ ouest  |                   |
| Infirmerie de la colonie de vacances de la ville de Saint-Ouen                    | Jullouville                 | Manche                   | Normandie                  | inscrit    | « PA50000082 », notice no PA50000082 | 48° 46′ 44″ nord, 1° 33′ 37″ ouest  |                   |
| Hôtel d'Eu ou hôtel de Camprond                                                   | Valognes                    | Manche                   | Normandie                  | inscrit    | « PA50000080 », notice no PA50000080 | 49° 30′ 45″ nord, 1° 28′ 07″ ouest  |                   |
| Hôtel de Carmesnil                                                                | Valognes                    | Manche                   | Normandie                  | inscrit    | « PA50000077 », notice no PA50000077 | 49° 30′ 22″ nord, 1° 28′ 31″ ouest  |                   |
| Hôtel Anneville du Vast                                                           | Valognes                    | Manche                   | Normandie                  | inscrit    | « PA50000076 », notice no PA50000076 | 49° 30′ 30″ nord, 1° 27′ 55″ ouest  |                   |
| Hôtel du Louvre                                                                   | Valognes                    | Manche                   | Normandie                  | inscrit    | « PA50000078 », notice no PA50000078 | 49° 30′ 24″ nord, 1° 28′ 02″ ouest  |                   |
| Hôtel Dorléans                                                                    | Valognes                    | Manche                   | Normandie                  | inscrit    | « PA50000079 », notice no PA50000079 | 49° 30′ 36″ nord, 1° 28′ 18″ ouest  |                   |
| Abbaye de Toussaint                                                               | Châlons-en-Champagne        | Marne                    | Grand Est                  | inscrit    | « PA00078617 », notice no PA00078617 | 48° 57′ 25″ nord, 4° 21′ 31″ est    |                   |
| Ancien tribunal du bailliage de Châtillon                                         | Châtillon-sur-Marne         | Marne                    | Grand Est                  | inscrit    | « PA51000020 », notice no PA51000020 | 49° 05′ 58″ nord, 3° 45′ 27″ est    |                   |
| Hôtel de ville d'Épernay                                                          | Épernay                     | Marne                    | Grand Est                  | inscrit    | « PA51000018 », notice no PA51000018 | 49° 02′ 43″ nord, 3° 57′ 21″ est    |                   |
| Fort Chabrol                                                                      | Épernay                     | Marne                    | Grand Est                  | inscrit    | « PA51000021 », notice no PA51000021 | 49° 03′ 08″ nord, 3° 56′ 56″ est    |                   |
| Colonne commémorative                                                             | Montmirail                  | Marne                    | Grand Est                  | inscrit    | « PA51000022 », notice no PA51000022 | 48° 53′ 09″ nord, 3° 30′ 32″ est    |                   |
| Abbaye Notre-Dame du Reclus                                                       | Talus-Saint-Prix            | Marne                    | Grand Est                  | inscrit    | « PA00078868 », notice no PA00078868 | 48° 50′ 15″ nord, 3° 43′ 38″ est    |                   |
| Observatoire du Morne des Cadets                                                  | Fonds-Saint-Denis           | Martinique               | Martinique                 | inscrit    | « PA97200024 », notice no PA97200024 | 14° 44′ 05″ nord, 61° 08′ 47″ ouest |                   |
| Résidence les Tourelles, résidence du gouverneur Félix Eboué                      | Fort-de-France              | Martinique               | Martinique                 | inscrit    | « PA00105960 », notice no PA00105960 | 14° 36′ 56″ nord, 61° 04′ 39″ ouest |                   |
| Habitation Montgérald                                                             | Le Marin                    | Martinique               | Martinique                 | classé     | « PA00125550 », notice no PA00125550 | 14° 28′ 22″ nord, 60° 52′ 26″ ouest |                   |
| Église Saint-Étienne du Marin                                                     | Le Marin                    | Martinique               | Martinique                 | classé     | « PA00105945 », notice no PA00105945 | 14° 28′ 12″ nord, 60° 52′ 20″ ouest |                   |
| Église Saint-Joseph du Prêcheur                                                   | Le Prêcheur                 | Martinique               | Martinique                 | inscrit    | « PA97200025 », notice no PA97200025 | 14° 48′ 05″ nord, 61° 13′ 28″ ouest |                   |
| Poudrière Trouvaillant                                                            | Saint-Pierre                | Martinique               | Martinique                 | inscrit    | « PA97200026 », notice no PA97200026 | 14° 44′ 47″ nord, 61° 10′ 19″ ouest |                   |
| Fort d'Alet                                                                       | Les Trois-Îlets             | Martinique               | Martinique                 | inscrit    | « PA97200027 », notice no PA97200027 | 14° 32′ 43″ nord, 61° 03′ 15″ ouest |                   |
| Maison Charlery                                                                   | Le Vauclin                  | Martinique               | Martinique                 | inscrit    | « PA97200028 », notice no PA97200028 | 14° 32′ 42″ nord, 60° 50′ 24″ ouest |                   |
| Église Saint-Martin (caveau funéraire de la famille du Plessis)                   | Châtillon-sur-Colmont       | Mayenne                  | Pays de la Loire           | inscrit    | « PA53000034 », notice no PA53000034 | 48° 20′ 17″ nord, 0° 44′ 37″ ouest  |                   |
| Maison du gouverneur de Mayotte                                                   | Dzaoudzi                    | Mayotte                  | Mayotte                    | inscrit    | « PA97600001 », notice no PA97600001 | 12° 46′ 58″ sud, 45° 15′ 21″ est    |                   |
| Mosquée de Tsingoni                                                               | Tsingoni                    | Mayotte                  | Mayotte                    | inscrit    | « PA97600002 », notice no PA97600002 | 12° 47′ 23″ sud, 45° 06′ 23″ est    |                   |
| Église Saint-Martin de Bayon                                                      | Bayon                       | Meurthe-et-Moselle       | Grand Est                  | inscrit    | « PA54000073 », notice no PA54000073 | 48° 28′ 36″ nord, 6° 18′ 41″ est    |                   |
| Château de Bicqueley                                                              | Bicqueley                   | Meurthe-et-Moselle       | Grand Est                  | inscrit    | « PA54000074 », notice no PA54000074 | 48° 37′ 33″ nord, 5° 54′ 54″ est    |                   |
| Château d'Étreval                                                                 | Étreval                     | Meurthe-et-Moselle       | Grand Est                  | inscrit    | « PA00106028 », notice no PA00106028 | 48° 27′ 12″ nord, 6° 02′ 56″ est    |                   |
| Château de Gerbéviller                                                            | Gerbéviller                 | Meurthe-et-Moselle       | Grand Est                  | classé     | « PA00106039 », notice no PA00106039 | 48° 29′ 48″ nord, 6° 30′ 32″ est    |                   |
| Papeterie de la Rochette                                                          | Laneuveville-devant-Nancy   | Meurthe-et-Moselle       | Grand Est                  | inscrit    | « PA54000075 », notice no PA54000075 | 48° 39′ 35″ nord, 6° 13′ 37″ est    |                   |
| Immeuble                                                                          | Nancy                       | Meurthe-et-Moselle       | Grand Est                  | inscrit    | « PA54000077 », notice no PA54000077 | 48° 42′ 04″ nord, 6° 10′ 45″ est    |                   |
| Église Saint-François-d'Assise de Vandœuvre                                       | Vandœuvre-lès-Nancy         | Meurthe-et-Moselle       | Grand Est                  | inscrit    | « PA54000076 », notice no PA54000076 | 48° 24′ 00″ nord, 6° 06′ 44″ est    |                   |
| Château de Montbras                                                               | Montbras                    | Meuse                    | Grand Est                  | inscrit    | « PA00106586 », notice no PA00106586 | 48° 31′ 40″ nord, 5° 41′ 41″ est    |                   |
| Château de Trécesson                                                              | Campénéac                   | Morbihan                 | Bretagne                   | inscrit    | « PA00091072 », notice no PA00091072 | 47° 58′ 33″ nord, 2° 16′ 25″ ouest  |                   |
| Saline de Dieuze                                                                  | Dieuze                      | Moselle                  | Grand Est                  | inscrit    | « PA57000009 », notice no PA57000009 | 48° 48′ 46″ nord, 6° 43′ 02″ est    |                   |
| Ancien couvent des Récollets                                                      | Hombourg-Haut               | Moselle                  | Grand Est                  | inscrit    | « PA57000035 », notice no PA57000035 | 49° 07′ 38″ nord, 6° 46′ 49″ est    |                   |
| Synagogue de Maizières-lès-Vic                                                    | Maizières-lès-Vic           | Moselle                  | Grand Est                  | inscrit    | « PA57000033 », notice no PA57000033 | 48° 41′ 58″ nord, 6° 48′ 06″ est    |                   |
| École Chanteclair-Debussy                                                         | Metz                        | Moselle                  | Grand Est                  | inscrit    | « PA57000034 », notice no PA57000034 | 49° 07′ 23″ nord, 6° 10′ 59″ est    |                   |
| Église Saint-André de Marzy                                                       | Marzy                       | Nièvre                   | Bourgogne-Franche-Comté    | classé     | « PA00112913 », notice no PA00112913 | 46° 58′ 50″ nord, 3° 05′ 37″ est    |                   |
| Pavillon des sources Saint-Léger et Saint-Léon                                    | Pougues-les-Eaux            | Nièvre                   | Bourgogne-Franche-Comté    | inscrit    | « PA58000040 », notice no PA58000040 | 47° 04′ 53″ nord, 3° 05′ 58″ est    |                   |
| Château de Vésigneux                                                              | Saint-Martin-du-Puy         | Nièvre                   | Bourgogne-Franche-Comté    | inscrit    | « PA00113005 », notice no PA00113005 | 47° 21′ 23″ nord, 3° 52′ 33″ est    |                   |
| Ancien Collège des Jésuites ou grand séminaire                                    | Cambrai                     | Nord                     | Hauts-de-France            | inscrit    | « PA00107400 », notice no PA00107400 | 50° 10′ 22″ nord, 3° 13′ 51″ est    |                   |
| Chapelle Sainte-Thérèse-de-l'Enfant-Jésus et de la Sainte-Face                    | Hem                         | Nord                     | Hauts-de-France            | classé     | « PA00135484 », notice no PA00135484 | 50° 39′ 19″ nord, 3° 10′ 24″ est    |                   |
| Citadelle de Lille                                                                | Lille                       | Nord                     | Hauts-de-France            | classé     | « PA00107573 », notice no PA00107573 | 50° 38′ 27″ nord, 3° 02′ 40″ est    |                   |
| Château d'Assignies dit le Petit Rouge                                            | Mérignies                   | Nord                     | Hauts-de-France            | inscrit    | « PA59000179 », notice no PA59000179 | 50° 30′ 24″ nord, 3° 05′ 24″ est    |                   |
| Château d'eau de la Place Verte                                                   | Valenciennes                | Nord                     | Hauts-de-France            | inscrit    | « PA59000181 », notice no PA59000181 | 50° 21′ 33″ nord, 3° 31′ 51″ est    |                   |
| Église Saint-Pierre-et-Saint-Paul de Bouillancy                                   | Bouillancy                  | Oise                     | Hauts-de-France            | classé     | « PA00114542 », notice no PA00114542 | 49° 06′ 52″ nord, 2° 55′ 52″ est    |                   |
| Église Saint-Aubin de Guignecourt                                                 | Guignecourt                 | Oise                     | Hauts-de-France            | classé     | « PA60000007 », notice no PA60000007 | 49° 28′ 57″ nord, 2° 07′ 48″ est    |                   |
| Château de Flambermont                                                            | Saint-Martin-le-Nœud        | Oise                     | Hauts-de-France            | inscrit    | « PA60000067 », notice no PA60000067 | 49° 24′ 01″ nord, 2° 03′ 22″ est    |                   |
| Château de l'Épine                                                                | Warluis                     | Oise                     | Hauts-de-France            | inscrit    | « PA60000083 », notice no PA60000083 | 49° 22′ 38″ nord, 2° 09′ 30″ est    |                   |
| Château de Dieufit                                                                | Bellou-en-Houlme            | Orne                     | Normandie                  | inscrit    | « PA61000062 », notice no PA61000062 | 48° 39′ 46″ nord, 0° 28′ 29″ ouest  |                   |
| Halle Freyssinet                                                                  | 13e arrondissement de Paris | Paris                    | Île-de-France              | inscrit    | « PA75130005 », notice no PA75130005 | 48° 50′ 04″ nord, 2° 22′ 14″ est    |                   |
| Mairie annexe                                                                     | 14e arrondissement de Paris | Paris                    | Île-de-France              | inscrit    | « PA75140014 », notice no PA75140014 | 48° 49′ 57″ nord, 2° 19′ 32″ est    |                   |
| Immeuble, ancien hôtel particulier, actuelle bibliothèque de l'Institut Cervantes | 16e arrondissement de Paris | Paris                    | Île-de-France              | inscrit    | « PA75160006 », notice no PA75160006 | 48° 51′ 58″ nord, 2° 17′ 57″ est    |                   |
| Église Saint-Bernard de la Chapelle                                               | 18e arrondissement de Paris | Paris                    | Île-de-France              | inscrit    | « PA75180001 », notice no PA75180001 | 48° 53′ 10″ nord, 2° 21′ 19″ est    |                   |
| Passage du Grand-Cerf                                                             | 2e arrondissement de Paris  | Paris                    | Île-de-France              | inscrit    | « PA00086089 », notice no PA00086089 | 48° 51′ 53″ nord, 2° 20′ 58″ est    |                   |
| Galerie Vivienne                                                                  | 2e arrondissement de Paris  | Paris                    | Île-de-France              | inscrit    | « PA00086024 », notice no PA00086024 | 48° 52′ 00″ nord, 2° 20′ 23″ est    |                   |
| Caffè Stern                                                                       | 2e arrondissement de Paris  | Paris                    | Île-de-France              | inscrit    | « PA00086090 », notice no PA00086090 | 48° 31′ 17″ nord, 2° 12′ 11″ est    |                   |
| Immeuble                                                                          | 6e arrondissement de Paris  | Paris                    | Île-de-France              | classé     | « PA75060011 », notice no PA75060011 | 48° 51′ 22″ nord, 2° 19′ 57″ est    |                   |
| Immeuble de la Banque Transatlique                                                | 8e arrondissement de Paris  | Paris                    | Île-de-France              | inscrit    | « PA75080010 », notice no PA75080010 | 48° 52′ 20″ nord, 2° 18′ 37″ est    |                   |
| Passage Verdeau                                                                   | 9e arrondissement de Paris  | Paris                    | Île-de-France              | inscrit    | « PA00088997 », notice no PA00088997 | 48° 52′ 24″ nord, 2° 20′ 32″ est    |                   |
| Passage Jouffroy                                                                  | 9e arrondissement de Paris  | Paris                    | Île-de-France              | inscrit    | « PA00088996 », notice no PA00088996 | 48° 52′ 21″ nord, 2° 20′ 32″ est    |                   |
| Immeuble                                                                          | 9e arrondissement de Paris  | Paris                    | Île-de-France              | inscrit    | « PA75090007 », notice no PA75090007 | 48° 52′ 38″ nord, 2° 20′ 22″ est    |                   |
| Citadelle d'Arras                                                                 | Arras                       | Pas-de-Calais            | Hauts-de-France            | classé     | « PA00107966 », notice no PA00107966 | 50° 16′ 58″ nord, 2° 45′ 34″ est    |                   |
| Magasin aux Allées                                                                | Arras                       | Pas-de-Calais            | Hauts-de-France            | classé     | « PA00107979 », notice no PA00107979 | 50° 17′ 14″ nord, 2° 45′ 48″ est    |                   |
| Ancien quartier Schramm                                                           | Arras                       | Pas-de-Calais            | Hauts-de-France            | inscrit    | « PA00107983 », notice no PA00107983 | 50° 17′ 24″ nord, 2° 45′ 59″ est    |                   |
| Hôtel de Beauffort                                                                | Arras                       | Pas-de-Calais            | Hauts-de-France            | inscrit    | « PA62000132 », notice no PA62000132 | 50° 17′ 19″ nord, 2° 46′ 11″ est    |                   |
| Station de pompage de V1                                                          | Audincthun                  | Pas-de-Calais            | Hauts-de-France            | inscrit    | « PA62000133 », notice no PA62000133 | 50° 35′ 04″ nord, 2° 07′ 49″ est    |                   |
| Manoir                                                                            | Doudeauville                | Pas-de-Calais            | Hauts-de-France            | inscrit    | « PA62000135 », notice no PA62000135 | 50° 36′ 32″ nord, 1° 49′ 46″ est    |                   |
| Château de Flers                                                                  | Flers                       | Pas-de-Calais            | Hauts-de-France            | inscrit    | « PA00108279 », notice no PA00108279 | 50° 18′ 55″ nord, 2° 14′ 45″ est    |                   |
| Monument au maréchal Douglas Haig                                                 | Montreuil                   | Pas-de-Calais            | Hauts-de-France            | inscrit    | « PA62000138 », notice no PA62000138 | 50° 27′ 40″ nord, 1° 45′ 38″ est    |                   |
| Monument aux morts de la Première Guerre Mondiale                                 | Montreuil                   | Pas-de-Calais            | Hauts-de-France            | inscrit    | « PA62000137 », notice no PA62000137 | 50° 27′ 51″ nord, 1° 45′ 41″ est    |                   |
| Citadelle                                                                         | Montreuil                   | Pas-de-Calais            | Hauts-de-France            | inscrit    | « PA00108354 », notice no PA00108354 | 50° 28′ 01″ nord, 1° 45′ 36″ est    |                   |
| Monument aux morts de la guerre de 1870-1871                                      | Montreuil                   | Pas-de-Calais            | Hauts-de-France            | inscrit    | « PA62000139 », notice no PA62000139 | 50° 27′ 52″ nord, 1° 45′ 49″ est    |                   |
| Caves médiévales                                                                  | Montreuil                   | Pas-de-Calais            | Hauts-de-France            | inscrit    | « PA62000140 », notice no PA62000140 | 50° 27′ 54″ nord, 1° 45′ 45″ est    |                   |
| Ancien hôtel de Longvilliers                                                      | Montreuil                   | Pas-de-Calais            | Hauts-de-France            | inscrit    | « PA62000141 », notice no PA62000141 | 50° 27′ 48″ nord, 1° 45′ 44″ est    |                   |
| Hôtel Loysel Le Gaucher                                                           | Montreuil                   | Pas-de-Calais            | Hauts-de-France            | inscrit    | « PA62000142 », notice no PA62000142 | 50° 27′ 55″ nord, 1° 45′ 40″ est    |                   |
| Château de Saint-Martin-Choquel                                                   | Saint-Martin-Choquel        | Pas-de-Calais            | Hauts-de-France            | inscrit    | « PA62000136 », notice no PA62000136 | 50° 40′ 18″ nord, 1° 52′ 44″ est    |                   |
| Château de Mons                                                                   | Arlanc                      | Puy-de-Dôme              | Auvergne-Rhône-Alpes       | inscrit    | « PA63000107 », notice no PA63000107 | 45° 25′ 39″ nord, 3° 41′ 59″ est    |                   |
| Grand séminaire Richelieu                                                         | Chamalières                 | Puy-de-Dôme              | Auvergne-Rhône-Alpes       | inscrit    | « PA63000108 », notice no PA63000108 | 45° 46′ 50″ nord, 3° 03′ 58″ est    |                   |
| Site gallo-romain de la Croix de la Pierre                                        | Charbonnier-les-Mines       | Puy-de-Dôme              | Auvergne-Rhône-Alpes       | classé     | « PA63000093 », notice no PA63000093 | 45° 25′ 35″ nord, 3° 16′ 39″ est    |                   |
| Sanctuaire de Trémonteix                                                          | Clermont-Ferrand            | Puy-de-Dôme              | Auvergne-Rhône-Alpes       | inscrit    | « PA63000111 », notice no PA63000111 | 45° 47′ 39″ nord, 3° 03′ 54″ est    |                   |
| Fortifications de Montferrand                                                     | Clermont-Ferrand            | Puy-de-Dôme              | Auvergne-Rhône-Alpes       | inscrit    | « PA63000105 », notice no PA63000105 | 45° 47′ 42″ nord, 3° 06′ 37″ est    |                   |
| Villa Solange                                                                     | Clermont-Ferrand            | Puy-de-Dôme              | Auvergne-Rhône-Alpes       | inscrit    | « PA63000106 », notice no PA63000106 | 45° 46′ 36″ nord, 3° 04′ 24″ est    |                   |
| Château de Beyssat                                                                | Maringues                   | Puy-de-Dôme              | Auvergne-Rhône-Alpes       | inscrit    | « PA63000110 », notice no PA63000110 | 45° 53′ 56″ nord, 3° 19′ 49″ est    |                   |
| Château du Lac                                                                    | Le Monestier                | Puy-de-Dôme              | Auvergne-Rhône-Alpes       | inscrit    | « PA63000112 », notice no PA63000112 | 45° 33′ 58″ nord, 3° 41′ 05″ est    |                   |
| Hôtel Rollet d'Avaux                                                              | Riom                        | Puy-de-Dôme              | Auvergne-Rhône-Alpes       | inscrit    | « PA63000109 », notice no PA63000109 | 45° 53′ 39″ nord, 3° 06′ 55″ est    |                   |
| Château de Villemont                                                              | Vensat                      | Puy-de-Dôme              | Auvergne-Rhône-Alpes       | classé     | « PA00092456 », notice no PA00092456 | 46° 03′ 16″ nord, 3° 11′ 50″ est    |                   |
| Château d'Arros                                                                   | Arros-de-Nay                | Pyrénées-Atlantiques     | Nouvelle-Aquitaine         | inscrit    | « PA00084318 », notice no PA00084318 | 43° 11′ 56″ nord, 0° 17′ 26″ ouest  |                   |
| Synagogue de Bayonne                                                              | Bayonne                     | Pyrénées-Atlantiques     | Nouvelle-Aquitaine         | classé     | « PA00135192 », notice no PA00135192 | 43° 29′ 49″ nord, 1° 28′ 09″ ouest  |                   |
| Château de Bidache                                                                | Bidache                     | Pyrénées-Atlantiques     | Nouvelle-Aquitaine         | inscrit    | « PA00084358 », notice no PA00084358 | 43° 29′ 15″ nord, 1° 08′ 18″ ouest  |                   |
| Église Saint-Laurent de Cambo-les-Bains                                           | Cambo-les-Bains             | Pyrénées-Atlantiques     | Nouvelle-Aquitaine         | inscrit    | « PA64000079 », notice no PA64000079 | 43° 21′ 47″ nord, 1° 24′ 12″ ouest  |                   |
| Château d'Abbadia                                                                 | Hendaye                     | Pyrénées-Atlantiques     | Nouvelle-Aquitaine         | inscrit    | « PA00084395 », notice no PA00084395 | 43° 22′ 39″ nord, 1° 44′ 57″ ouest  |                   |
| Temple réformé de Sainte-Suzanne                                                  | Orthez                      | Pyrénées-Atlantiques     | Nouvelle-Aquitaine         | classé     | « PA64000057 », notice no PA64000057 | 43° 29′ 27″ nord, 0° 46′ 26″ ouest  |                   |
| Église Saint-Pierre d'Orthez                                                      | Orthez                      | Pyrénées-Atlantiques     | Nouvelle-Aquitaine         | classé     | « PA00084473 », notice no PA00084473 | 43° 29′ 22″ nord, 0° 46′ 31″ ouest  |                   |
| Prison des Évêques de Saint-Jean-Pied-de-Port                                     | Saint-Jean-Pied-de-Port     | Pyrénées-Atlantiques     | Nouvelle-Aquitaine         | inscrit    | « PA00084509 », notice no PA00084509 | 43° 09′ 49″ nord, 1° 14′ 08″ ouest  |                   |
| Château d'Eliçabéa                                                                | Trois-Villes                | Pyrénées-Atlantiques     | Nouvelle-Aquitaine         | inscrit    | « PA00084535 », notice no PA00084535 | 43° 07′ 52″ nord, 0° 52′ 39″ ouest  |                   |
| Église Saint-Just-et-Saint-Pasteur d'En                                           | Nyer                        | Pyrénées-Orientales      | Occitanie                  | inscrit    | « PA66000040 », notice no PA66000040 | 42° 31′ 56″ nord, 2° 15′ 49″ est    |                   |
| Tour de Château-Roussillon                                                        | Perpignan                   | Pyrénées-Orientales      | Occitanie                  | inscrit    | « PA66000039 », notice no PA66000039 | 42° 42′ 40″ nord, 2° 56′ 48″ est    |                   |
| Chapelle de Château-Roussillon                                                    | Perpignan                   | Pyrénées-Orientales      | Occitanie                  | inscrit    | « PA66000038 », notice no PA66000038 | 42° 42′ 39″ nord, 2° 56′ 48″ est    |                   |
| Phare du cap Béar                                                                 | Port-Vendres                | Pyrénées-Orientales      | Occitanie                  | classé     | « PA66000034 », notice no PA66000034 | 42° 30′ 56″ nord, 3° 08′ 12″ est    |                   |
| Chapelle Sainte-Jeanne-d'Arc                                                      | Saint-André                 | La Réunion               | La Réunion                 | inscrit    | « PA97400111 », notice no PA97400111 | 20° 57′ 37″ sud, 55° 38′ 56″ est    |                   |
| Église Saint-Benoît                                                               | Saint-Benoît                | La Réunion               | La Réunion                 | inscrit    | « PA97400014 », notice no PA97400014 | 21° 02′ 02″ sud, 55° 42′ 44″ est    |                   |
| La Vallée Heureuse                                                                | Saint-Denis                 | La Réunion               | La Réunion                 | inscrit    | « PA97400112 », notice no PA97400112 | 20° 55′ 22″ sud, 55° 26′ 12″ est    |                   |
| Maison Géry                                                                       | Saint-Denis                 | La Réunion               | La Réunion                 | inscrit    | « PA97400113 », notice no PA97400113 | 20° 52′ 55″ sud, 55° 27′ 01″ est    |                   |
| Maison Turquet                                                                    | Saint-Denis                 | La Réunion               | La Réunion                 | inscrit    | « PA97400114 », notice no PA97400114 | 20° 52′ 59″ sud, 55° 27′ 02″ est    |                   |
| Téat Plein Air                                                                    | Saint-Paul                  | La Réunion               | La Réunion                 | inscrit    | « PA97400119 », notice no PA97400119 | 21° 02′ 55″ sud, 55° 13′ 57″ est    |                   |
| Cimetière marin de Saint-Paul                                                     | Saint-Paul                  | La Réunion               | La Réunion                 | inscrit    | « PA97400115 », notice no PA97400115 | 21° 00′ 54″ sud, 55° 15′ 36″ est    |                   |
| Ancien marché de Saint-Paul                                                       | Saint-Paul                  | La Réunion               | La Réunion                 | inscrit    | « PA97400120 », notice no PA97400120 | 21° 00′ 28″ sud, 55° 16′ 21″ est    |                   |
| Ancien cimetière de Basse Vallée                                                  | Saint-Philippe              | La Réunion               | La Réunion                 | inscrit    | « PA97400116 », notice no PA97400116 | 21° 22′ 24″ sud, 55° 42′ 45″ est    |                   |
| Ancienne gare de chemin de fer                                                    | Saint-Pierre                | La Réunion               | La Réunion                 | inscrit    | « PA97400121 », notice no PA97400121 |                                     |                   |
| Église Notre-Dame de l'Assomption                                                 | Sainte-Marie                | La Réunion               | La Réunion                 | inscrit    | « PA97400117 », notice no PA97400117 | 20° 53′ 47″ sud, 55° 33′ 16″ est    |                   |
| Chapelle Notre-Dame-de-la-Salette                                                 | Sainte-Marie                | La Réunion               | La Réunion                 | inscrit    | « PA97400118 », notice no PA97400118 | 20° 53′ 44″ sud, 55° 33′ 09″ est    |                   |
| Phare de Bel-Air                                                                  | Sainte-Suzanne              | La Réunion               | La Réunion                 | classé     | « PA97400019 », notice no PA97400019 | 20° 54′ 05″ sud, 55° 36′ 07″ est    |                   |
| Château de Varax                                                                  | Marcilly-d'Azergues         | Rhône                    | Auvergne-Rhône-Alpes       | inscrit    | « PA69000046 », notice no PA69000046 | 45° 52′ 05″ nord, 4° 43′ 31″ est    |                   |
| Maison-forte de la Mouchonnière                                                   | Beauvallon                  | Rhône                    | Auvergne-Rhône-Alpes       | inscrit    | « PA69000047 », notice no PA69000047 | 45° 35′ 01″ nord, 4° 40′ 11″ est    |                   |
| Phare de Cap-Blanc                                                                | Miquelon-Langlade           | Saint-Pierre-et-Miquelon | Saint-Pierre-et-Miquelon   | classé     | « PA97500011 », notice no PA97500011 | 47° 06′ 18″ nord, 56° 23′ 56″ ouest |                   |
| Phare de Pointe-Plate                                                             | Miquelon-Langlade           | Saint-Pierre-et-Miquelon | Saint-Pierre-et-Miquelon   | classé     | « PA97500012 », notice no PA97500012 | 46° 49′ 20″ nord, 56° 24′ 09″ ouest |                   |
| Lycée Nicéphore-Niépce                                                            | Chalon-sur-Saône            | Saône-et-Loire           | Bourgogne-Franche-Comté    | inscrit    | « PA71000058 », notice no PA71000058 | 46° 47′ 19″ nord, 4° 50′ 07″ est    |                   |
| Moulin de la Sucrerie blanche                                                     | Chalon-sur-Saône            | Saône-et-Loire           | Bourgogne-Franche-Comté    | inscrit    | « PA71000059 », notice no PA71000059 | 46° 46′ 34″ nord, 4° 50′ 46″ est    |                   |
| Château de Chassy                                                                 | Chassy                      | Saône-et-Loire           | Bourgogne-Franche-Comté    | inscrit    | « PA00113206 », notice no PA00113206 | 46° 35′ 06″ nord, 4° 06′ 52″ est    |                   |
| Château de Commune                                                                | Martigny-le-Comte           | Saône-et-Loire           | Bourgogne-Franche-Comté    | classé     | « PA71000033 », notice no PA71000033 | 46° 30′ 24″ nord, 4° 19′ 15″ est    |                   |
| Maison du syndicat des mineurs                                                    | Montceau-les-Mines          | Saône-et-Loire           | Bourgogne-Franche-Comté    | inscrit    | « PA71000060 », notice no PA71000060 | 46° 40′ 21″ nord, 4° 21′ 50″ est    |                   |
| Dispensaire de la Croix Rouge                                                     | Montceau-les-Mines          | Saône-et-Loire           | Bourgogne-Franche-Comté    | inscrit    | « PA71000061 », notice no PA71000061 | 46° 40′ 24″ nord, 4° 21′ 53″ est    |                   |
| Chapelle Saint-Claude-la-Colombière                                               | Paray-le-Monial             | Saône-et-Loire           | Bourgogne-Franche-Comté    | inscrit    | « PA71000057 », notice no PA71000057 | 46° 37′ 22″ nord, 4° 57′ 40″ est    |                   |
| Château du Lude                                                                   | Le Lude                     | Sarthe                   | Pays de la Loire           | inscrit    | « PA00109788 », notice no PA00109788 | 47° 38′ 51″ nord, 0° 09′ 32″ est    |                   |
| Château de Montertreau et parc                                                    | Parigné-le-Pôlin            | Sarthe                   | Pays de la Loire           | classé     | « PA72000045 », notice no PA72000045 | 47° 50′ 51″ nord, 0° 07′ 49″ est    |                   |
| Église Saint-Pierre de Requeil                                                    | Requeil                     | Sarthe                   | Pays de la Loire           | inscrit    | « PA00109918 », notice no PA00109918 | 47° 47′ 06″ nord, 0° 09′ 43″ est    |                   |
| Chalet Lang                                                                       | Courchevel                  | Savoie                   | Auvergne-Rhône-Alpes       | inscrit    | « PA73000024 », notice no PA73000024 | 45° 24′ 45″ nord, 6° 38′ 14″ est    |                   |
| Tour de la Correrie                                                               | Saint-Jean-de-Maurienne     | Savoie                   | Auvergne-Rhône-Alpes       | inscrit    | « PA73000012 », notice no PA73000012 | 45° 16′ 35″ nord, 6° 20′ 43″ est    |                   |
| Villa Perrotte                                                                    | Dieppe                      | Seine-Maritime           | Normandie                  | inscrit    | « PA76000093 », notice no PA76000093 | 49° 55′ 20″ nord, 1° 04′ 31″ est    |                   |
| Maison métallique des Forges de Strasbourg                                        | Le Grand-Quevilly           | Seine-Maritime           | Normandie                  | inscrit    | « PA76000094 », notice no PA76000094 | 49° 25′ 26″ nord, 1° 02′ 46″ est    |                   |
| Château de la Petite-Heuze                                                        | Les Grandes-Ventes          | Seine-Maritime           | Normandie                  | inscrit    | « PA76000097 », notice no PA76000097 | 49° 46′ 25″ nord, 1° 14′ 10″ est    |                   |
| Maison métallique Duclos                                                          | Oissel                      | Seine-Maritime           | Normandie                  | inscrit    | « PA76000095 », notice no PA76000095 | 49° 21′ 05″ nord, 1° 05′ 49″ est    |                   |
| Maison métallique Fillod                                                          | Le Trait                    | Seine-Maritime           | Normandie                  | inscrit    | « PA76000096 », notice no PA76000096 | 49° 29′ 15″ nord, 0° 48′ 25″ est    |                   |
| Musée de Picardie                                                                 | Amiens                      | Somme                    | Hauts-de-France            | classé     | « PA00116077 », notice no PA00116077 | 49° 53′ 26″ nord, 2° 17′ 44″ est    |                   |
| Blockhaus allemand de La Chavatte                                                 | La Chavatte                 | Somme                    | Hauts-de-France            | inscrit    | « PA80000072 », notice no PA80000072 |                                     |                   |
| Musée Lombart                                                                     | Doullens                    | Somme                    | Hauts-de-France            | inscrit    | « PA80000074 », notice no PA80000074 | 50° 09′ 17″ nord, 2° 20′ 37″ est    |                   |
| Motte castrale                                                                    | Toutencourt                 | Somme                    | Hauts-de-France            | inscrit    | « PA80000073 », notice no PA80000073 | 50° 02′ 01″ nord, 2° 27′ 24″ est    |                   |
| Château de Cornusson                                                              | Parisot                     | Tarn-et-Garonne          | Occitanie                  | inscrit    | « PA82000034 », notice no PA82000034 | 44° 13′ 54″ nord, 1° 50′ 41″ est    |                   |
| Château de Granès                                                                 | Réalville                   | Tarn-et-Garonne          | Occitanie                  | inscrit    | « PA82000033 », notice no PA82000033 | 44° 08′ 32″ nord, 1° 28′ 39″ est    |                   |
| Pigeonnier de Borde de Nadesse                                                    | Verdun-sur-Garonne          | Tarn-et-Garonne          | Occitanie                  | inscrit    | « PA82000032 », notice no PA82000032 | 43° 51′ 35″ nord, 1° 12′ 15″ est    |                   |
| Maison de Jean-Guyat Lovy, préfet de Delle, dite "maison des remparts"            | Delle                       | Territoire de Belfort    | Bourgogne-Franche-Comté    | inscrit    | « PA90000014 », notice no PA90000014 | 47° 30′ 21″ nord, 6° 59′ 54″ est    |                   |
| Maison à tourelle                                                                 | Delle                       | Territoire de Belfort    | Bourgogne-Franche-Comté    | inscrit    | « PA90000013 », notice no PA90000013 | 47° 30′ 23″ nord, 6° 59′ 55″ est    |                   |
| Phare de Porquerolles                                                             | Hyères                      | Var                      | Provence-Alpes-Côte d'Azur | classé     | « PA83000026 », notice no PA83000026 | 42° 59′ 01″ nord, 6° 12′ 24″ est    |                   |
| Phare du cap Camarat                                                              | Ramatuelle                  | Var                      | Provence-Alpes-Côte d'Azur | inscrit    | « PA83000027 », notice no PA83000027 | 43° 12′ 02″ nord, 6° 40′ 29″ est    |                   |
| Phare du Grand Rouveau                                                            | Six-Fours-les-Plages        | Var                      | Provence-Alpes-Côte d'Azur | inscrit    | « PA83000028 », notice no PA83000028 | 43° 04′ 50″ nord, 5° 46′ 03″ est    |                   |
| Remparts de Courthézon                                                            | Courthézon                  | Vaucluse                 | Provence-Alpes-Côte d'Azur | inscrit    | « PA00082032 », notice no PA00082032 | 44° 05′ 18″ nord, 4° 52′ 58″ est    |                   |
| La Tour d'Argent de L'Isle-sur-la-Sorgue                                          | L'Isle-sur-la-Sorgue        | Vaucluse                 | Provence-Alpes-Côte d'Azur | classé     | « PA84000058 », notice no PA84000058 | 43° 55′ 11″ nord, 5° 03′ 09″ est    |                   |
| Hôtel de Pélissier                                                                | Visan                       | Vaucluse                 | Provence-Alpes-Côte d'Azur | inscrit    | « PA84000066 », notice no PA84000066 | 44° 18′ 49″ nord, 4° 57′ 04″ est    |                   |
| Phare de Fromentine                                                               | La Barre-de-Monts           | Vendée                   | Pays de la Loire           | classé     | « PA85000044 », notice no PA85000044 | 46° 53′ 20″ nord, 2° 08′ 32″ ouest  |                   |
| Caserne Belliard                                                                  | Fontenay-le-Comte           | Vendée                   | Pays de la Loire           | inscrit    | « PA00110112 », notice no PA00110112 | 46° 27′ 48″ nord, 0° 48′ 01″ ouest  |                   |
| Phare du Pilier                                                                   | Noirmoutier-en-l'Île        | Vendée                   | Pays de la Loire           | classé     | « PA85000048 », notice no PA85000048 | 47° 02′ 34″ nord, 2° 21′ 36″ ouest  |                   |
| Phare de l'Armandèche                                                             | Les Sables-d'Olonne         | Vendée                   | Pays de la Loire           | classé     | « PA85000049 », notice no PA85000049 | 46° 29′ 23″ nord, 1° 48′ 17″ ouest  |                   |
| Maison                                                                            | Jazeneuil                   | Vienne                   | Nouvelle-Aquitaine         | classé     | « PA00105475 », notice no PA00105475 | 46° 27′ 52″ nord, 0° 04′ 11″ est    |                   |
| Ancienne filature de Ligugé                                                       | Ligugé                      | Vienne                   | Nouvelle-Aquitaine         | inscrit    | « PA86000047 », notice no PA86000047 | 46° 30′ 54″ nord, 0° 20′ 13″ est    |                   |
| Château des Ormes                                                                 | Les Ormes                   | Vienne                   | Nouvelle-Aquitaine         | classé     | « PA00105572 », notice no PA00105572 | 46° 58′ 31″ nord, 0° 36′ 06″ est    |                   |
| Domaine de Puyraveau                                                              | Pouant                      | Vienne                   | Nouvelle-Aquitaine         | classé     | « PA86000046 », notice no PA86000046 | 46° 59′ 54″ nord, 0° 16′ 45″ est    |                   |
| ancien couvent de la Congrégation Notre-Dame                                      | Neufchâteau                 | Vosges                   | Grand Est                  | inscrit    | « PA88000048 », notice no PA88000048 | 48° 21′ 13″ nord, 5° 41′ 46″ est    |                   |
| Manufacture vosgienne de grandes orgues                                           | Rambervillers               | Vosges                   | Grand Est                  | inscrit    | « PA88000049 », notice no PA88000049 | 48° 20′ 47″ nord, 6° 38′ 20″ est    |                   |
| Abbaye Saint-Pierre                                                               | Senones                     | Vosges                   | Grand Est                  | inscrit    | « PA00107295 », notice no PA00107295 | 48° 23′ 37″ nord, 6° 58′ 50″ est    |                   |
| Théâtre municipal                                                                 | Auxerre                     | Yonne                    | Bourgogne-Franche-Comté    | inscrit    | « PA89000050 », notice no PA89000050 | 47° 47′ 42″ nord, 3° 34′ 24″ est    |                   |
| Domaine du Bréau                                                                  | Villiers-Saint-Benoît       | Yonne                    | Bourgogne-Franche-Comté    | inscrit    | « PA89000052 », notice no PA89000052 | 47° 46′ 05″ nord, 3° 14′ 18″ est    |                   |
| Église Notre-Dame de Jussy                                                        | Jussy                       | Yonne                    | Bourgogne-Franche-Comté    | inscrit    | « PA00113721 », notice no PA00113721 | 47° 43′ 18″ nord, 3° 35′ 00″ est    |                   |
| Pont Eiffel                                                                       | Monéteau                    | Yonne                    | Bourgogne-Franche-Comté    | inscrit    | « PA89000048 », notice no PA89000048 | 47° 50′ 59″ nord, 3° 34′ 38″ est    |                   |
| Chapelle Saint-Baudel de Pourrain                                                 | Pourrain                    | Yonne                    | Bourgogne-Franche-Comté    | classé     | « PA89000044 », notice no PA89000044 | 47° 45′ 23″ nord, 3° 24′ 55″ est    |                   |
| Tour Malakoff                                                                     | Sermizelles                 | Yonne                    | Bourgogne-Franche-Comté    | inscrit    | « PA89000051 », notice no PA89000051 | 47° 32′ 12″ nord, 3° 47′ 51″ est    |                   |
| Abbaye de Reigny                                                                  | Vermenton                   | Yonne                    | Bourgogne-Franche-Comté    | inscrit    | « PA00113927 », notice no PA00113927 | 47° 38′ 45″ nord, 3° 43′ 38″ est    |                   |
| Maison Doulton                                                                    | Maisons-Laffitte            | Yvelines                 | Île-de-France              | inscrit    | « PA78000033 », notice no PA78000033 | 48° 57′ 25″ nord, 2° 08′ 17″ est    |                   |

## Radiations
- Aude :
  - Airoux : croix de cimetière
  - Cabrespine :
    - Croix de chemin de Cabrespine
    - Croix de cimetière de Cabrespine

  - Limoux : Croix de Limoux à Vendémies
  - Montferrand : croix discoïdale du cimetière de Saint-Pierre
  - Narbonne :
    - Maison, 12 rue Marceau
    - Maison, 16 rue Parmentier

  - Villerouge-Termenès : croix de chemin sur le mur du cimetière

- Côte-d'Or :
  - Dijon : immeuble, 18 rue Sainte-Marguerite

- Nièvre :
  - Corvol-l'Orgueilleux : papeteries de Villette

- Pyrénées-Atlantiques :
  - Pau : écuries de la villa Sainte-Hélène